# Baltic Film and Media School
La Baltic Film and Media School è una scuola di cinema, media e televisione fondata nel 2005 come college dell'Università di Tallinn, uno dei più grandi istituti universitari dell'Estonia.
La scuola offre corsi universitari per le arti cinematografiche, per la produzione crossmedia, per il settore dell'audiovisivo. 
Con 400 studenti da numerosi paesi del mondo, la B.F.M è la più grande e unica scuola di cinema e televisione del Nord Europa a fornire una didattica interamente in lingua inglese.
Il credo didattico della scuola è learning by doing, ovvero imparare facendo. L'obiettivo è formare le varie professioni del cinema e dei media affinché possano intraprendere carriere internazionali in un mondo nel quale l'industria audiovisiva sta crescendo a ritmi rapidissimi.
Gli studenti di tutti i corsi affrontano piani di studi che prevedono compiti pratici di produzione e una volta laureati dispongono di un ampio portfolio di film e prodotti audiovisivi, insieme ad un titolo accademico internazionalmente riconosciuto, il bachelor of arts (BA, equivalente ad una laurea di primo livello) o un master of arts (MA, equivalente ad una laurea specialistica).
La scuola fornisce gratuitamente i suoi studenti di attrezzature per la videoripresa e per la postproduzione, uno studio cinematografico e supporto di produzione per i loro lavori creativi, sotto la supervisione di professionisti del settore audiovisivo.
La B.F.M. ha instaurato partnership con oltre 25 università in Europa e in Cina.
La sede della scuola è presso Tallinn, capitale dell'Estonia e Capitale europea della cultura nel 2011.

## Programmi
La BFM offre i seguenti programmi di studio, suddivisi in 4 facoltà:
- Audiovisual Media: 3 anni (Bachelor of Arts) + 2 anni (Master of Arts).

Le lezioni sono interamente in lingua inglese e gli studenti si impegnano a sviluppare e creare prodotti audiovisivi d'ogni genere: programmi televisivi, cortometraggi, documentari, videoclip, pubblicità e video aziendali. I master si articolano in due specializzazioni, Documentary Film, per i registi di cinema documentario e Television, per i registi televisivi;
- Crossmedia Production: 3 anni (Bachelor of Arts) + 2 anni (Master of Arts).

Le lezioni sono interamente in lingua inglese e gli studenti si impegnano a sviluppare l'interattività dei media.
- Film Arts (Scuola d'Arti Cinematografiche): 3 anni (Bachelor of Arts) + 2 anni (Master of Arts).

Le lezioni del BA sono in lingua estone, quelle del MA in lingua inglese.
Sono presenti i seguenti indirizzi di studio (tutti MA), i quali contengono alcune materie comuni a tutti gli studenti:
- - Regia cinematografica
  - Sceneggiatura
  - Produzione cinematografica
  - Montaggio
  - Teoria cinematografica
  - Scenografia
  - Direttore della fotografia
- Sound and Film Sound Engineering Arts: 2 anni (Master of Arts).

Gli studenti focalizzeranno le loro attività sullo studio del suono per il cinema, sul design del suono, sulla registrazione e sul missaggio. Questo corso è insegnato congiuntamente all'Università di Tartu.